# Kardinaalsmutsmeeldauw
De kardinaalsmutsmeeldauw (Erysiphe euonymi) is een meeldauw die voorkomt op de kardinaalsmuts. Hij komt voor in loofbossen. Deze biotrofe parasiet leeft op het blad van de plant. Het veroorzaakt witte vlekken op het blad.

## Kenmerken
Het mycelium is dun, blijvend en komt met name voor aan de onderzijde van het blad. Conidia zijn lang-elliptisch, zonder fibrosine-lichaampjes en staan individueel. Cleistothecia komen algemeen voor en bevatten 4-8 asci. De sporenzakjes hebben 3 tot 4 sporen. De ascosporen zijn bochtig, slank, niet gesepteerd, vrijwel hyalien en zijn aan de toppen verschillende keren  onregelmatig vertakt.

## Verspreiding
In Nederland komt de kardinaalsmutsmeeldauw zeer zeldzaam voor.

## Foto's

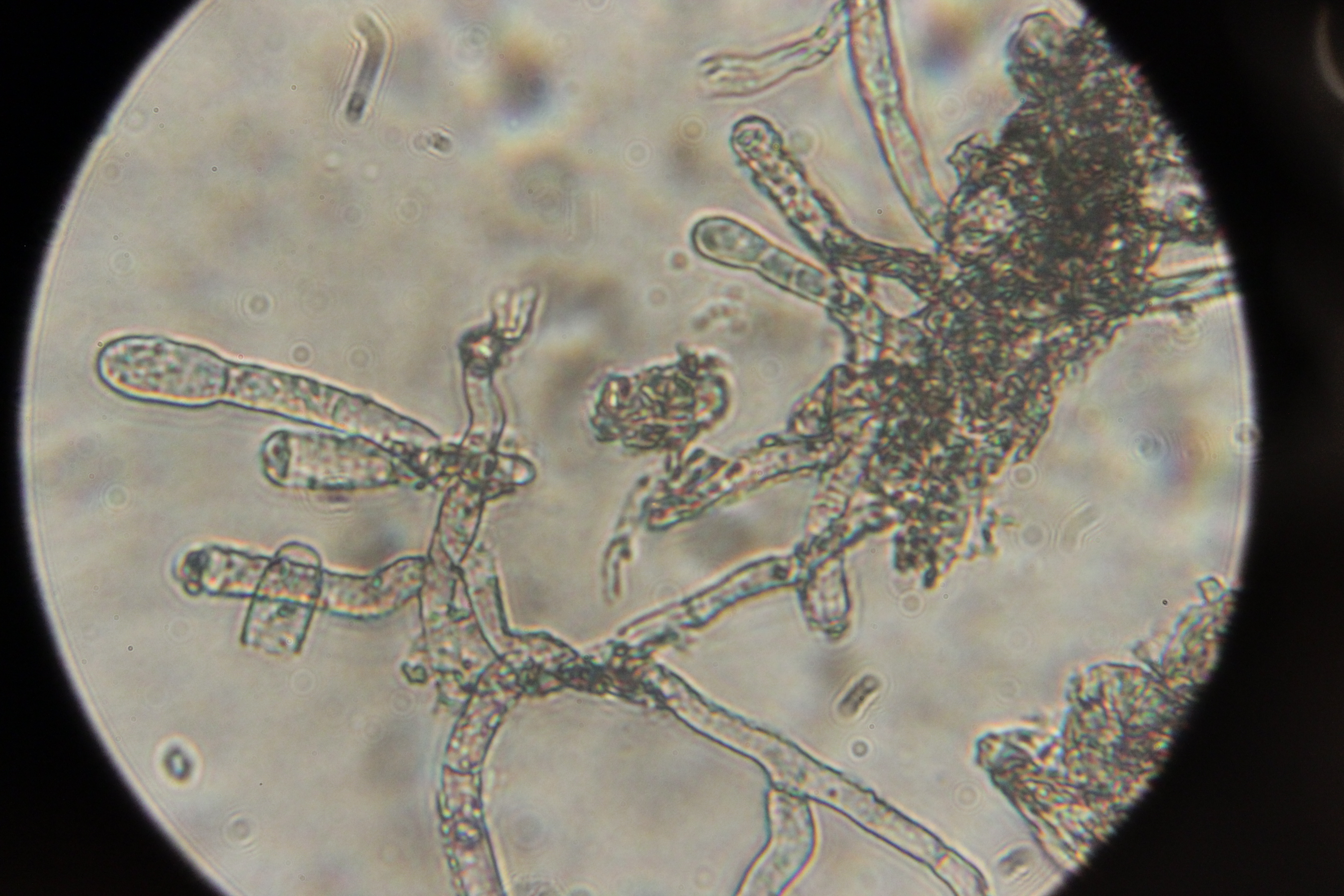
Parafysen
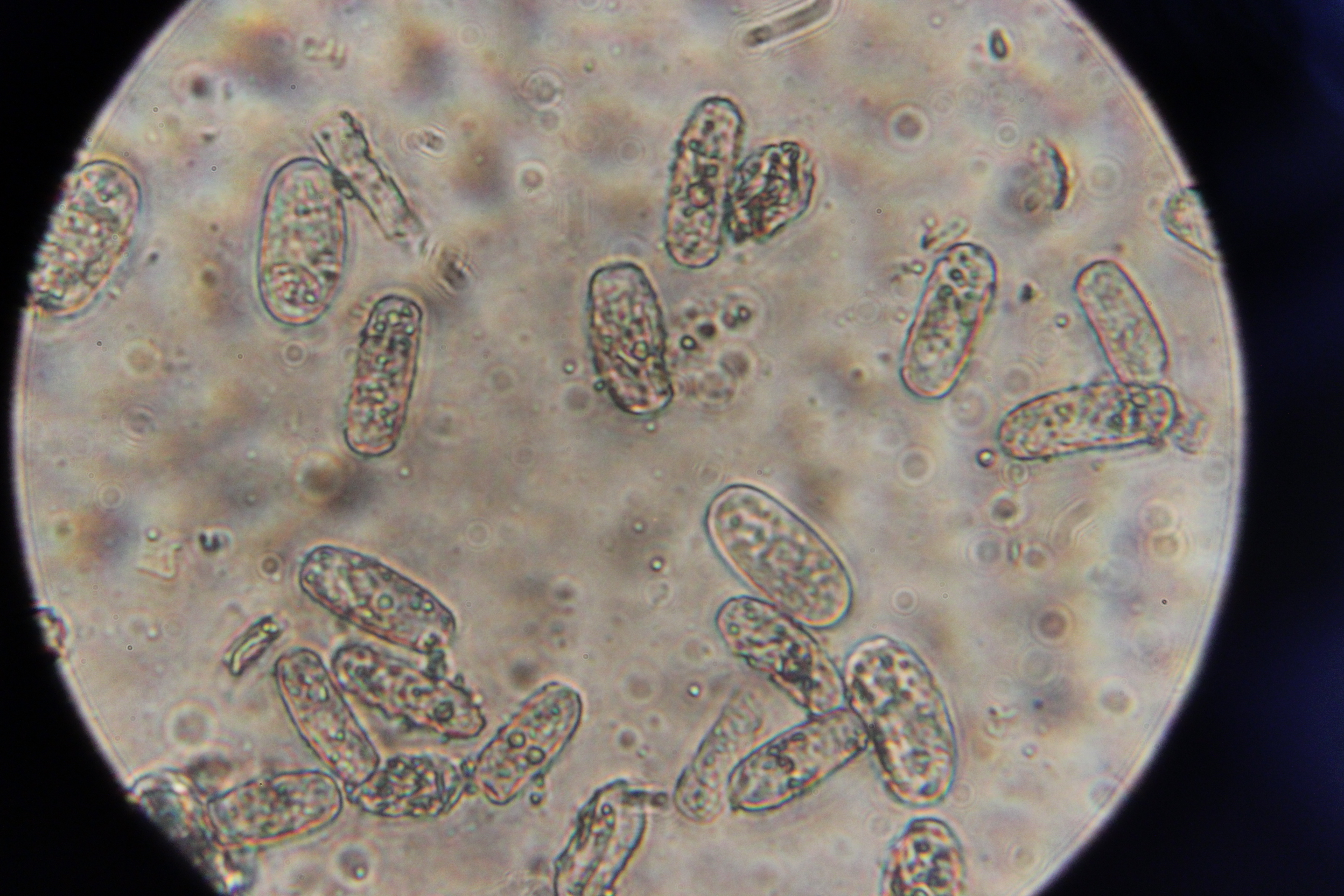
Sporen